# Рюдігер Перлеберг
Рюдігер Перлеберг (нім. Rüdiger Perleberg; 9 березня 1913, Бремен — 21 жовтня 1990) — німецький офіцер-підводник, оберлейтенант-цур-зее крігсмаріне. Кавалер Німецького хреста в золоті.

## Біографія
В 1933 році вступив на флот. З квітня 1940 року — командир корабля флотилії оборони порту Осло. З жовтня 1940 року — вахтовий офіцер і 2-й офіцер зв'язку на важкому крейсері «Адмірал Гіппер». В березні-вересні 1943 року пройшов курс підводника, з вересня 1943 по січень 1944 року — курс командира підводного човна. З 15 березня 1944 по 9 травня 1945 року — командир підводного човна U-1104, на якому здійснив 1 похід (1 лютого — 22 березня 1945).

## Звання
- Лейтенант-цур-зее (1 січня 1942)
- Оберлейтенант-цур-зее (1 січня 1943)

## Нагороди
- Медаль «За вислугу років у Вермахті» 4-го класу (4 роки)
- Залізний хрест 2-го і 1-го класу
- Нагрудний знак флоту
- Німецький хрест в золоті (13 листопада 1943)